# Distrito electoral 3 (condado de Monroe, Illinois)
El distrito electoral de 3 (en inglés: Precinct 3) es un distrito electoral ubicado en el condado de Monroe en el estado estadounidense de Illinois. En el Censo de 2010 tenía una población de 1167 habitantes y una densidad poblacional de 456,98 personas por km².

## Geografía
Según la Oficina del Censo de los Estados Unidos, tiene una superficie total de 2.55 km², de la cual 2.55 km² corresponden a tierra firme y (0%) 0 km² es agua.

## Demografía
Según el censo de 2010, había 1167 personas residiendo en el distrito electoral de 3. La densidad de población era de 456,98 hab./km². De los 1167 habitantes, el distrito electoral de 3 estaba compuesto por el 97.69% blancos, el 0.86% eran afroamericanos, el 0.17% eran amerindios, el 0.26% eran asiáticos, el 0% eran isleños del Pacífico, el 0.43% eran de otras razas y el 0.6% pertenecían a dos o más razas. Del total de la población el 1.11% eran hispanos o latinos de cualquier raza.